# Héctor Segura
Héctor Segura  (Santo Domingo, Ecuador, 23 de agosto de 1984) es un futbolista ecuatoriano juega de Lateral derecho en el Club Deportivo Azogues de la Serie B.

## Clubes
| Club                    | País    | Año       |
| ----------------------- | ------- | --------- |
| Deportivo Santo Domingo | Ecuador | 2002-2005 |
| Talleres                | Ecuador | 2006-2007 |
| Audaz Octubrino         | Ecuador | 2008      |
| Talleres                | Ecuador | 2009      |
| Grecia                  | Ecuador | 2010      |
| Águilas                 | Ecuador | 2010-2011 |
| Juventud Minera         | Ecuador | 2012      |
| Delfín SC               | Ecuador | 2013      |
| Universitario           | Ecuador | 2014      |
| Talleres                | Ecuador | 2015      |
| Club Deportivo Azogues  | Ecuador | 2015      |

Palmarés

### Campeonatos nacionales
| Título            | Club      | País    | Año  |
| ----------------- | --------- | ------- | ---- |
| Segunda Categoría | Delfín SC | Ecuador | 2013 |